# 博胡希夫卡河 (烏特卡河支流)
博古什夫卡河（烏克蘭語：Богушівка）是烏克蘭的河流，位於該國西部赫梅利尼茨基州，屬於烏特卡河的支流，發源自卡姆揚卡東北面，河道全長16公里，流域面積66.2平方公里。